# Augusto Migliorini
Augusto Migliorini (Piombino, 31 marzo 1911 – Finale Ligure, 2 agosto 1983) è stato un militare, marinaio e partigiano italiano, particolarmente distintosi nel corso della seconda guerra mondiale.

## Biografia

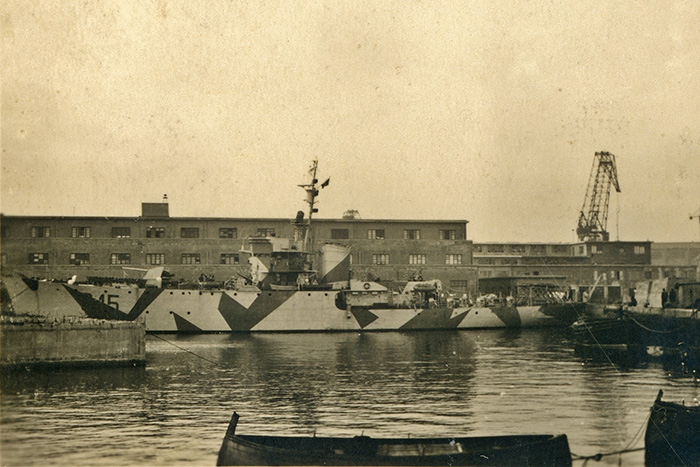
La corvetta Cicogna presso la banchina allestimento dei cantieri Ansaldo a Genova, gennaio 1943 (coll. Marco Ghiglino)

Nacque a Piombino il 31 marzo 1911, figlio di Giorgio ed Emma Bracci. Fu ammesso a frequentare la Regia Accademia Navale di Livorno nel 1928, uscendone con il grado di guardiamarina nel 1933. Partecipò, tra il 1935 e il 1936, alle operazioni legate alla guerra d'Etiopia, imbarcato dapprima sull'incrociatore leggero Bari e poi sull'esploratore Leone Pancaldo, e tra il 1937 e il 1938, come tenente di vascello, a quelle legate alla guerra di Spagna a bordo del sommergibile Galileo Ferraris. Operò a bordo di numerose unità subacquee, e all'atto dell'entrata in guerra del Regno d'Italia, avvenuta il 10 giugno 1940, si trovava a bordo del sommergibile Tembien in qualità di vicecomandante compiendo tre missioni. Nominato comandante del Nereide (gennaio 1941-luglio 1942) eseguì nove missioni in Mediterraneo. Il 16 luglio 1941, per un combattimento contro il sommergibile britannico Tetrarch, fu decorato con la medaglia d'argento al valor militare e citato sul bollettino di guerra. Assegnato al comando del Luigi Torelli fu protagonista di un incidente diplomatico con le autorità spagnole. Il Torelli era stato attaccato da un aereo britannico al largo di Santander, e non potendo immergersi dovette rifugiarsi essere portato in secca vicino a Capo Penas, e poi trainato da un rimorchiatore ad Aviles. Il 14 luglio, terminate le riparazioni, eseguite per la maggior parte dall'equipaggio, all'uscita del bacino con una improvvisa manovra diresse verso il largo senza alcuna autorizzazione da parte delle autorità spagnole, raggiungendo quindi la base di Bordeaux il giorno dopo. Tra il settembre 1942 e il luglio 1943 fu comandante della corvetta Cicogna. Il 14 marzo, mentre era di scorta a un convoglio, attaccò e affondò nelle acque di Capo San Vito siculo il sommergibile britannico Thunderbolt. All'atto dell'armistizio dell'8 settembre 1943 si trovava a Genova dove era capo ufficio operazioni del Comando Marina. Rifiutò fin da subito ogni collaborazione con le autorità tedesche e della Repubblica Sociale Italiana  dandosi alla clandestinità. Entrò in contatto con membri del Servizio Informazione Clandestino, e nel mese di marzo 1944 ne assunse la direzione in Liguria. Svolse attività di collegamento con la missione inglese operante in zona, venendo più volte arrestato e riuscendo sempre ad evadere. Per la sua attività nel Fronte clandestino venne decorato con una medaglia di bronzo al valor militare, proposto per la promozione per merito di guerra, e ottenne la qualifica di partigiano combattente. Lasciato il servizio nel luglio 1946, venne promosso capitano di corvetta in ausiliaria nel 1951. Stabilitosi con la famiglia a Finale Ligure, fu sindaco della cittadina dal 1946 al 1975, con una breve pausa tra il 1960 e il 1964 quando, deluso dalla mancata elezione alla Camera dei deputati, fu sostituito dal il conte avvocato Vincenzo Buraggi. Per 24 anni, dal 1954 al 1978, fu presidente dell'Ente autonomo porto di Savona. Si spense a Finale Ligure il 2 agosto 1983.

### Annotazioni
1. ↑  Teucle Meneghini nel suo libro Cento sommergibili non sono tornati scrisse che Migliorini, attivissimo nella resistenza, si fece dare dal Comando Marina (della RSI) di Savona un lasciapassare. Tale documento fu rilasciato dal comandante di quell'ente, cioè proprio lui.

### Fonti
1. 1 2 3 4  Alberini, Prosperini 2016, p. 354.
2. 1 2 3 4 5 6 7 8 9 10 11 12  Alberini, Prosperini 2016, p. 355.
3. 1 2 3  Casamaini.